# Alfons Desmedt
Alfons Desmedt (Minderhout, 28 december 1869 – 7 april 1960) was burgemeester van Minderhout van 1904 tot 31 december 1958, uitgezonderd de jaren tijdens Wereldoorlog II.

## Burgemeester van Minderhout
Hij was op 14 januari 1895 te Vlimmeren getrouwd met Elisabeth Antonia Hofkens. Alfons Desmedt en zijn opvolger, zijn zoon Jozef Desmedt, waren tezamen aaneensluitend 73 jaar burgemeester van Minderhout (16 april 1904 tot 31 december 1976). Op 6 juni 1941 onderbrak de oorlogsburgemeester Everard-Pieter 's Jongers deze reeks voor enkele jaren. Op 1 januari 1977 werd het voorheen autonome Minderhout opgenomen in een fusie met Hoogstraten.

## Landbouwingenieur
Alfons Desmedt was een van de eerste landbouwingenieurs in de Noorderkempen. Zijn vader was hovenier in het Gentse, maar verhuisde met zijn gezin naar Minderhout om daar op de domeinen van Jacquemins-Rolin te gaan werken. Zijn vorming heeft een grote invloed gehad op de ontwikkeling van de streek. Zo was hij een sterk verdediger van het roodbont rund, zowel een vlees- als een melkkoe. Tot de jaren tachtig was dit ras beeldbepalend in de Noorderkempen.

## Steenbakkerij
Op het domein van Edouard Jaequemyns van 2400 hectare werd een steenbakkerij "Briqueterie et tuilerie de Heerle Minderhout" opgericht. Na grondonderzoek voor de ontginning van de landbouwgronden waren eveneens kleilagen gevonden die geschikt waren voor het maken van stenen. Was landbouw vooral voor de zomer, had men nu ook een fabriek om in de winter het werkvolk bezig te houden. In 1905 volgde een modernisering door de nieuwe eigenaar Arthur Stas de Richelle. In 1945 werd de schoorsteen opgeblazen door de Duitsers. In 1956 werd de nieuwe steenbakkerij DESTA opgestart. De naam is een samenstelling van de namen DEsmedt en STAs de Richelle. In 2020 zijn familieleden van Desmedt nog steeds de bedrijfsvoerders.

## Eretekens
- 1912: Bijzonder ereteken tweede klas als bevorderaar en beheerder van Maatschappijen van Onderlinge Bijstand
- 1914: Bijzonder landbouwereteken 1ste klas
- 1924: Ridder in de Kroonorde als ondervoorzitter van de Provinciale Landbouwcommissie
- 1929: Medaille 1ste klas om zijn 25 jaar burgemeesterschap
- 1936: Burgerlijk Kruis 1ste klas als 35-jarig bestuurslid van de Provinciale Landbouwcommissie
- 1949: Ridder in de Leopoldsorde
- 1952: Officier in de Orde Leopold II